# Sakhalineuma sakhalinicum
Sakhalineuma sakhalinicum är en mångfotingart som först beskrevs av Mikhaljova 1995.  Sakhalineuma sakhalinicum ingår i släktet Sakhalineuma och familjen Diplomaragnidae. Inga underarter finns listade i Catalogue of Life.